# Mistrzostwa Świata w Piłce Nożnej 2022 (eliminacje strefy CONCACAF)/Grupa B
Grupa B jest jedną z sześciu grup eliminacji pierwszej rundy do Mistrzostw Świata 2022. Składa się z pięciu niżej wymienionych reprezentacji:
- Kanada
- Surinam
- Bermudy
- Kajmany
- Aruba

Każda drużyna rozegra z każdą jeden mecz (u siebie lub na wyjeździe). Mecze rozpoczną się w marcu 2021. Drużyna z pierwszego miejsca awansuje do drugiej rundy.

## Tabela
| Lp. | Drużyna | M | Mecze | Mecze | Mecze | Bramki | Bramki | Bramki | Pkt |
| Lp. | Drużyna | M | W     | R     | P     | +      | −      | +/−    | Pkt |
| --- | ------- | - | ----- | ----- | ----- | ------ | ------ | ------ | --- |
| 1.  | Kanada  | 4 | 4     | 0     | 0     | 27     | 1      | +26    | 12  |
| 2.  | Surinam | 4 | 3     | 0     | 1     | 15     | 4      | +11    | 9   |
| 3.  | Bermudy | 4 | 1     | 1     | 2     | 7      | 12     | −5     | 4   |
| 4.  | Aruba   | 4 | 1     | 0     | 3     | 3      | 19     | −16    | 3   |
| 5.  | Kajmany | 4 | 0     | 1     | 3     | 2      | 18     | −16    | 1   |

## Wyniki
| 24 marca 2021 23:00 CET | Surinam · Pinas 22' · Donk 38' (k) · Vlijter 76' | 3:0(2:0)Raport | Kajmany | Dr. Ir. Franklin Essed Stadion, Paramaribo Sędzia: Jorge Pérez |
|                         |                                                  |                |         |                                                                |

| 26 marca 2021 01:00 CET | Kanada · Larin 19', 27', 69' · Laryea 53' · Corbeanu 81' | 5:1(2:0)Raport | Bermudy · 63' Crichlow | Exploria Stadium, Orlando (Stany Zjednoczone) Sędzia: Armando Villareal |
|                         |                                                          |                |                        |                                                                         |

| 28 marca 2021 01:00 CET | Aruba | 0:6(0:3)Raport | Surinam · 19', 37', 55' Hasselbaink · 27' (sam.) Croes · 70' Jozefzoon · 74' Alberg | IMG Academy Stadium, Bradenton (Stany Zjednoczone) Sędzia: Ismail Elfath |
|                         |       |                |                                                                                     |                                                                          |

| 30 marca 2021 00:00 CEST | Kajmany | 0:11(0:6)Raport | Kanada · 6' Sturing · 13' Larin · 25' Wotherspoon · 27' (k), 73' Davies · 32', 63' Kaye · 44' Johnston · 68', 74', 76' Cavallini | IMG Academy Stadium, Bradenton (Stany Zjednoczone) Sędzia: Ted Unkel |
|                          |         |                 | |                                                                      |

| 31 marca 2021 02:00 CEST | Bermudy · Crichlow 36', 80' · Bather 40' · Leverock 57' · Scott 64' | 5:0(2:0)Raport | Aruba | IMG Academy Stadium, Bradenton (Stany Zjednoczone) Sędzia: Jaime Herrera Bonilla |
|                          |                                                                     |                |       |                                                                                  |

| 3 czerwca 2021 00:00 CEST | Kajmany · Ebanks 30' (k) | 1:3(1:2)Raport | Aruba · 40', 75' John · 45+2' Groothusen | IMG Academy Stadium, Bradenton (Stany Zjednoczone) Sędzia: Luis Enrique Santander Aguirre |
|                           |                          |                |                                          |                                                                                           |

| 5 czerwca 2021 00:00 CEST | Surinam · Becker 3', 36' · Hasselbaink 15', 37', 65' · Pinas 74' | 6:0(4:0)Raport | Bermudy | Dr. Ir. Franklin Essed Stadion, Paramaribo Sędzia: Mario Escobar |
|                           |                                                                  |                |         |                                                                  |

| 6 czerwca 2021 02:00 CEST | Aruba | 0:7(0:3)Raport | Kanada · 17', 45+2' Cavallini · 20' (k) Hoilett · 49' Brault-Guillard · 78' Davies · 87' Larin · 89' David | IMG Academy Stadium, Bradenton (Stany Zjednoczone) Sędzia: Marco Ortíz |
|                           |       |                | |                                                                        |

| 9 czerwca 2021 02:00 CEST | Bermudy · Hall 65' | 1:1(0:1)Raport | Kajmany · M. Ebanks 23' | IMG Academy Stadium, Bradenton (Stany Zjednoczone) Sędzia: Rubiel Vazquez |
|                           |                    |                |                         |                                                                           |

| 9 czerwca 2021 03:05 CEST | Kanada · Davies 37' · David 59', 73', 77' (k.) | 4:0(1:0)Raport | Surinam | SeatGeek Stadium, Bridgeview (Stany Zjednoczone) Sędzia: Nima Saghafi |
|                           |                                                |                |         |                                                                       |

## Strzelcy
6 goli
- Nigel Hasselbaink

5 goli
- Lucas Cavallini
- Cyle Larin

4 gole
- Alphonso Davies
- Jonathan David

3 gole
- Kane Crichlow

2 gole
- Joshua John
- Mark-Anthony Kaye
- Sheraldo Becker
- Shaquille Pinas

1 gol
- Terence Groothusen
- Jaylon Bather
- Kole Hall
- Dante Leverock
- Knory Scott
- Jonah Ebanks
- Mark Ebanks
- Zachary Brault-Guillard
- Theo Corbeanu
- Junior Hoilett
- Alistair Johnston
- Richie Laryea
- Frank Sturing
- David Wotherspoon
- Roland Alberg
- Ryan Donk
- Florian Jozefzoon
- Gleofilo Vlijter

Gole samobójcze
- Francois Croes (dla Surinamu)